# Fethullah
Fethullah ist ein türkischer männlicher Vorname arabischer Herkunft, der „Gottes Eroberung“ bedeutet. Der Name kommt in der gesamten islamischen Welt vor. Andere Varianten des Namens sind Fetullah, Fathullah und Fathulla.

## Bekannte Namensträger
- Fethullah Gülen (1941–2024), islamischer Prediger aus der Türkei